# Агаев, Бала Мамед оглу
Бала Агаев (азерб. Bala Ağayev; 1910, Шуша, Кавказское наместничество — 1989, Азербайджанская ССР) — директор (ректор) Азербайджанского государственного аграрного университета (1944—1953), доктор сельскохозяйственных наук, профессор.

## Биография
Родился в 1910 году в Шуше.
Доктор сельскохозяйственных наук, профессор. 
Учёный в области почвоведения и мелиорации, 
Член-корреспондент Венгерской академии наук, почётный профессор Тебризского университета. 
Директор (ректор) Азербайджанского государственного аграрного университета (1944—1953). 
В период его руководства Азербайджанским государственным аграрным университетом был создан факультет лесного хозяйства, значительно увеличился план приёма студентов и количество выпускников. В отличие от предыдущих лет, в 1950—1953 годах в сельское хозяйство было направлено значительное количество специалистов с высшим образованием.
Скончался в 1989 году.